# チャールズ・ブロットマン
チャールズ・ブロットマン（Charles J. "Charlie" Brotman、1928年12月30日 - ）はアメリカ合衆国のアナウンサー。愛称はチャーリー。

## 経歴
大リーグのワシントン・セネタースのアナウンサーを務めていた。
1957年のアイゼンハワー大統領の就任式から2013年のオバマ大統領の就任式まで11人の大統領就任式の就任パレードで司会を務めた。
ドナルド・トランプ陣営は大統領就任式の司会にチャールズ・ブロットマンに代わってスティーブ・レイを起用。トランプ政権移行陣営はチャールズ・ブロットマンをアナウンサー名誉会長として表彰することを発表した。